# Heinrich Traulsen
Heinrich Traulsen (* 3. August 1843 in Dollrottholz, Kreis Schleswig-Flensburg; † 7. Februar 1914 in Flensburg) war ein deutscher Landwirt, Hafenarbeiter und Schriftsteller.

## Leben
Heinrich Traulsens Vater stammte aus Mehlby. Nach der Heirat erwarb dieser 1834 eine Kate in Dollrottholz. Dort wurde ihm als einziges lebendes Kind Heinrich Traulsen geboren. Die drei anderen Kinder starben früh. Nach der Volksschule in Süderbrarup war Heinrich Traulsen auf dem Hof seines Onkels in Langdeel „Kostgänger“. Er heiratete 1866 und übernahm im Jahr darauf die väterliche Kate. 1874 verkaufte er diese und erwarb in Steinfeld eine kleine Ziegelei. Doch seine Gutmütigkeit und seine Vertrauensseligkeit führten immer wieder zu finanziellen Schwierigkeiten. Dabei hatte er eine Familie von acht Kindern zu ernähren. Er versuchte sich nochmals als Landwirt, war kurze Zeit Pächter einer Gastwirtschaft, doch auch hier blieb er glücklos. Schließlich verdingte er sich 1881 in Flensburg als Hafenarbeiter bei einer Reederei und Kohlenhandlung am Flensburger Hafen, später wurde er Verwalter, zuständig für Häuser einer Baugenossenschaft. In Flensburg begann er zu schreiben, Gedichte, Erzählungen, zumeist in Plattdeutsch. 1900 erschien eine Sammlung von sechs Erzählungen, „Sluder un Snack. Süs Vertelln in Angler Plett un en Narop op Mutter Smidt“. 1901 lernte er den Märchenforscher Wilhelm Wisser kennen, der seine Begabung erkannte. Als 1904 der Berliner Scherl-Verlag einen Preis für ein Märchen aussetzte, schickte Wisser Traulsens Märchen „Erika“ ein – ohne dessen Wissen. Dieses Märchen gewann dann völlig überraschend den mit 3000 Goldmark dotierten ersten Preis. Es wurde 1905 veröffentlicht und ein großer Erfolg. 1936 wurde das Märchen Grundlage der Oper „Schwarzer Peter“, das Libretto schrieb Walter Liek, die Musik komponierte Norbert Schultze. Traulsens letzte Jahre waren überschattet von einem Krebsleiden, das sowohl ihn als auch seine Frau befallen hatte. Seine Frau starb 1911, drei Jahre später erlag auch er der Krankheit.

## Werke
- Sluder un Snack. Süs Vertelln in Angler Platt un en Narop op Mutter Smidt. 6 Erzählungen, Flensburg 1900.
- Erika, Märchen. In: Neuer deutscher Märchenschatz, Berlin 1905.
- Der Kappeler Karneval. In: Die Heimat. Monatsschrift des Vereins zur Pflege der Natur- und Landeskunde in Schleswig-Holstein, Hamburg und Lübeck. Bd. 13 (1903), Nr. 5, Mai 1903, S. 112f. (Digitalisat).
- Die Leute im Watt (Dörpslüd), Erzählung, Leipzig 1907
- Olaf Trygvason, historisches Drama, 1906 (?), unveröffentlicht
- Gedichte, Erzählungen, Märchen, veröffentlicht in Zeitungen und Zeitschriften